# テンタック
テンタック株式会社（TENTAC CO.,LTD.）は、東京都墨田区に本社を置くアパレル副資材メーカーである。

## 沿革
- 1972年　株式会社テントス設立。アパレル関連の副資材を中心とした企画販売を開始。
- 1982年　株式会社テントスと三省テルタック株式会社が合併、テンタック株式会社発足。
- 1987年　埼玉県越谷市に越谷第一工場を竣工、バーコードタグなどの生産を開始する。
- 1988年　テンタック株式会社香港店を開設。
- 1989年　テンタック株式会社原宿店を開設、営業活動を開始。
- 1990年　テンタック株式会社名古屋店を開設、営業活動を開始。
- 1991年　テンタック株式会社大阪店を開設、営業活動を開始。
- 1994年　タイ・バンコクに現地法人タイテンタック株式会社を設立し、営業活動を開始。
- 1995年　中国・上海に現地法人上海天徳商標有限公司を設立し、生産営業活動を開始。テンタック株式会社千間台工場を開設、オフセット印刷の生産を開始。
- 1996年　本社ビル竣工にともない原宿店・情報システム事業部（DMS）も含め、東京エリア全部署を集結し新社屋にて業務を開始。
- 1997年　米国・PAXAR社と業務提携しPAXAR事業部（PAXAR JAPAN）を設置。
- 1999年　テンタック株式会社大阪吹田工場を開設し、関西以西のデリバリーと生産を強化。
- 2000年　中国の貿易業務拡大に伴い現地法人 天徳国際貿易（上海）有限公司を設立。
- 2001年　オフセット印刷の設備強化、POSラベルの生産拡大と設備強化のため、越谷第2工場を設立。同時に千間台工場を併合。
- 2002年　中国・上海に第2工場を新設し生産を強化。
- 2004年　タイでBOIを申請、100%独資で新しくテンタック（タイランド）株式会社を設立。
- 2006年　中国・青島に青島天徳商標有限公司、青島天徳塑料有限公司を設立し、生産営業活動を開始。
- 2007年　東京都墨田区にデリバリーセンターを新設、デリバリー業務を強化。
- 2009年　中国・蘇州近郊に転写マーク生産の合弁工場を設立。バンコク近郊のアマタ・ナコーン工場団地内にテンタック（タイランド）新工場設立。
- 2010年　中国・上海に第3工場を新設し生産を強化。 大阪店と吹田工場を統合し、大阪市北区天満に大阪営業所を新設。
- 2011年　中国・上海第2、第3工場を統合し、新工場を設立。米国・ニューヨークにTENTAC(USA)CORPORATIONを設立。
- 2013年　新宿区信濃町に営業本部を新設。
- 2014年　バンコク近郊のアマタ・ナコーン工場団地内にテンタック（タイランド）新工場設立。グラビア印刷の生産開始。 　　　　 埼玉県加須市に工場を新設。
- 2015年　墨田区両国本社ビルに、撮影スタジオ新設。ベトナム・ホーチミン近郊のロンドウック工業団地内にテンタック（ホーチミン）工場設立。
- 2016年　RFID事業拡大と生産設備強化のため上海天徳有限公司を上海市金山区に移転。
- 2017年　ベトナム・ハノイ近郊フォーノイA工業団地内にテンタック（ハノイ）工場新設。
- 2019年　新宿区信濃町の営業本部を東京本社に名称変更
- 2023年　東京本社と両国本社を統合し、墨田区両国の本社ビルへ集約。

## 拠点
■ 本　社
東京都墨田区両国四丁目９番７号
■ 大阪営業所
大阪府大阪市北区天満二丁目１番３１号 ＫＣ－ＤｏＤｏビル３階
■ 加須工場
埼玉県加須市新利根2-8-7
■ 越谷工場
埼玉県越谷市流通団地3-1-2
■ TENTAC(SHANGHAI)CO., LTD. / 上海天徳商標有限公司
■ TENTAC TRADING(SHANGHAI)CO.,LTD. / 天徳国際貿易(上海)有限公司
上海市金山工業区金騰路1111号7号棟2階,3階
■ TENTAC(QINGDAO)CO., LTD. / 青島天徳商標有限公司
山東省青島市城陽区棘洪灘街道裕園7路
■ TENTAC(HONG KONG)CO., LTD. / 天徳(香港)有限公司
香港九龍觀塘鴻圖道21號訊科中心19樓A室
■ TENTAC(THAILAND)CO., LTD.
700/862 Moo 5, Amata City Chonburi Industrial Estate, T.Nongkakha, A.Phanthong, Chonburi 20160 Thailand
■ TENTAC(HO CHI MINH)CO., LTD.
Road D4-2, Long Duc Industrial Park, Binh An Commune, Dong Nai Province, VietNam
■ TENTAC(HANOI)CO., LTD.
Road 206, Section E, Pho Noi A Industrial Park, Nhu Quynh Commune, Hung Yen Province, VietNam